# Punk Goes 90's
| Recensione | Giudizio |
| ---------- | -------- |
| AllMusic   | [ 1 ]    |

Punk Goes 90's è la quinta compilation della serie Punk Goes..., pubblicata dalla Fearless Records il 9 maggio 2006. È la prima raccolta di canzoni degli anni Novanta reinterpretate da vari artisti della scena pop punk e punk rock; sarà seguita nel 2014 da Punk Goes 90's 2.

## Tracce
| #   | Titolo               | Artista                                                             | Artista originale     | Durata |
| --- | -------------------- | ------------------------------------------------------------------- | --------------------- | ------ |
| 1.  | March of the Pigs    | Mae                                                                 | Nine Inch Nails       | 2:45   |
| 2.  | Song 2               | Plain White T's                                                     | Blur                  | 2:07   |
| 3.  | Under the Bridge     | Gym Class Heroes                                                    | Red Hot Chili Peppers | 3:25   |
| 4.  | Black Hole Sun       | Copeland                                                            | Soundgarden           | 4:31   |
| 5.  | Hey Jealousy         | Hit the Lights                                                      | Gin Blossoms          | 2:58   |
| 6.  | All I Want           | Emery                                                               | Toad the Wet Sprocket | 3:49   |
| 7.  | Losing My Religion   | Scary Kids Scaring Kids                                             | R.E.M.                | 3:57   |
| 8.  | Wonderwall           | Cartel                                                              | Oasis                 | 4:53   |
| 9.  | You Oughta Know      | The Killing Moon                                                    | Alanis Morissette     | 3:41   |
| 10. | Stars                | Bleeding Through                                                    | Hum                   | 5:21   |
| 11. | Enjoy the Silence    | Anberlin                                                            | Depeche Mode          | 3:32   |
| 12. | The Beautiful People | Eighteen Visions                                                    | Marilyn Manson        | 3:35   |
| 13. | Big Time Sensuality  | The Starting Line                                                   | Björk                 | 3:12   |
| 14. | In Bloom             | So They Say                                                         | Nirvana               | 3:48   |
| 15. | Jumper               | BEDlight for BlueEYES (feat. Sebastian Davin dei Dropping Daylight) | Third Eye Blind       | 4:04   |